# Immeuble Deneux au 185 rue Belliard à Paris
L'immeuble Deneux est situé au 185, rue Belliard, à Paris, dans le 18e arrondissement. Il se trouve à côté de l'ancienne voie de la ligne de Petite Ceinture de Paris.

## Description
L'immeuble a été construit par Henri Deneux pour son propre usage sur un terrain triangulaire de 82 m2, à l'angle de la rue Belliard et de la rue des Tennis. Cet immeuble de rapport de quatre étages est divisé en appartements, avec un toit-terrasse étanche qui pouvait accueillir des plantations.
Deneux reprend le ciment armé et les briques enfilées du système Cottancin que son maître, Anatole de Baudot (1834-1915), avait utilisé dans la construction de l'église Saint-Jean-de-Montmartre (1894-1903).

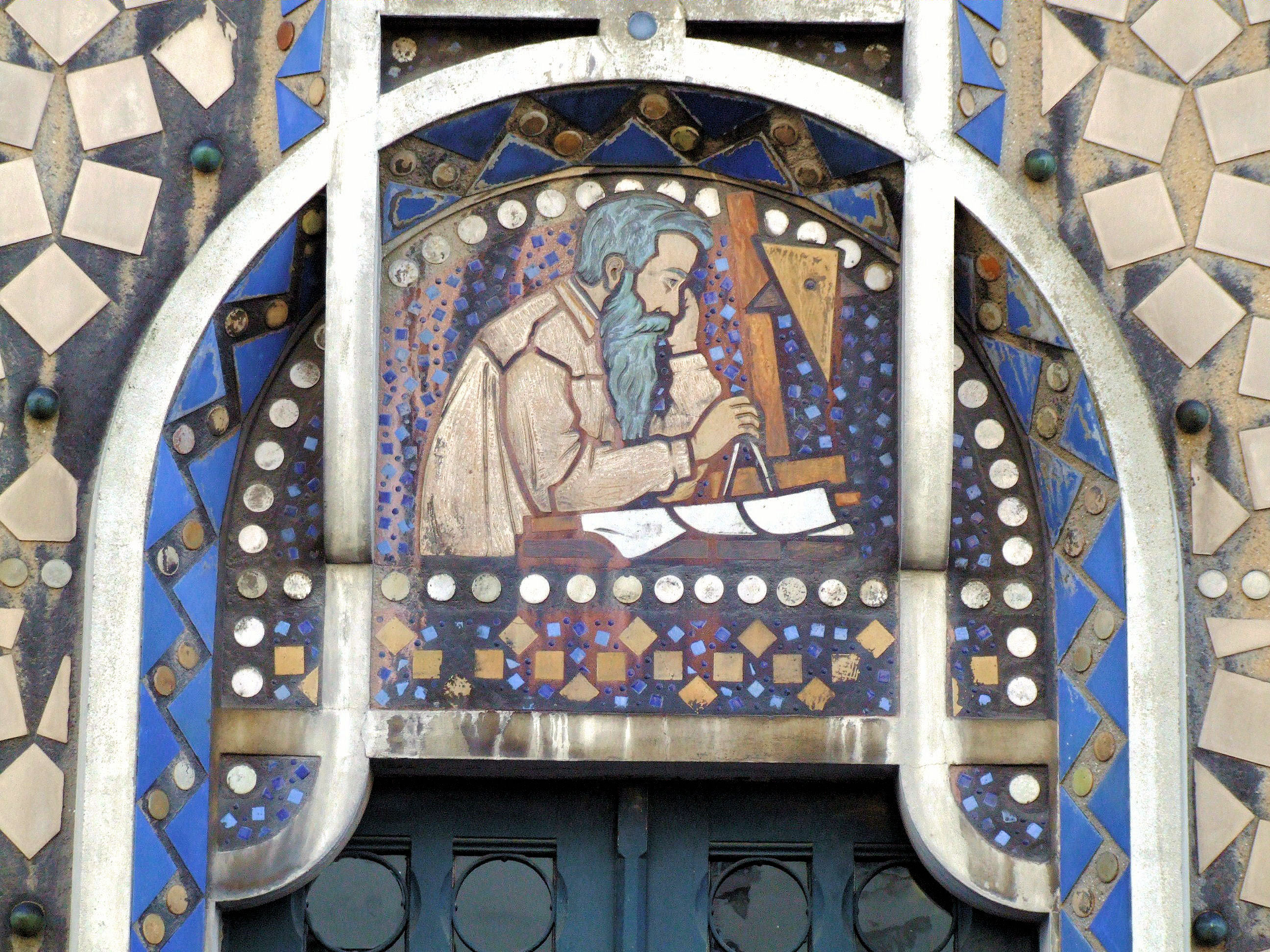
L'architecte à sa planche de travail.

La façade sur les rues est revêtue de carreaux de grès flammés colorés, produits par les céramistes Gentil & Bourdet, qu'il a assemblé en motifs originaux. Pour le tympan de la porte d'entrée, il reprend un sujet qui se trouvait sur les représentations d'architectes au Moyen Âge, il est décoré d'un panneau de céramique le représentant à sa table de travail.
Le plan de l'immeuble reprend les thèmes de l'architecture de la période 1890-1914 où les préoccupations hygiénistes sont importantes pour les architectes modernistes : permettre l'arrivée de la lumière et de l'air dans les appartements grâce aux bow-windows et placer des équipements sanitaires. L'architecte avait prévu une terrasse au grand air pouvant être arborée.
Henri Deneux a habité l'étage supérieur de l'immeuble et a loué les autres appartements.
Le projet a été élaboré à partir de mars 1910 ; la construction a duré d'octobre 1911 à la fin de 1913.
Le béton est partiellement caché derrière les céramiques mais reste cependant visible. Anatole de Baudot a apprécié et cité cet immeuble dans ses écrits.